# 중화민국 총통 행정 전용기

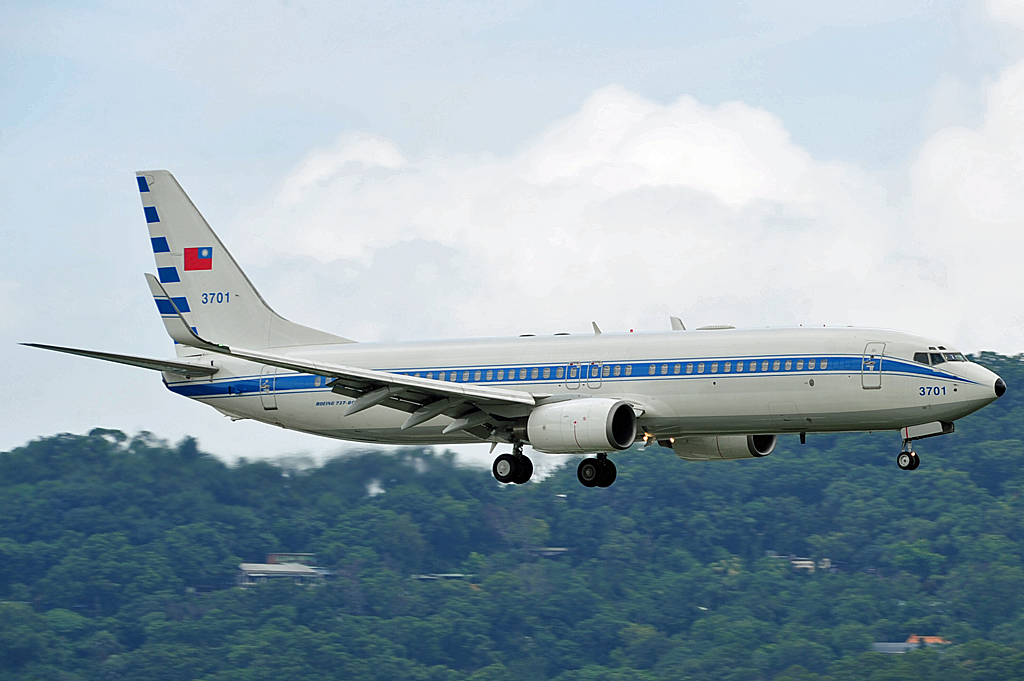
타이베이 쑹산 공항에 착륙하고 있는 중화민국 총통 행정 전용기

중화민국 총통 행정 전용기(中華民國總統行政專機)는 중화민국 정부가 중화민국 총통 및 기타 중앙 정부 고급 관료 수송 목적으로 보유하고 있는 행정 전용기이다. 공군1호, 공군3701, 총통 전용기라고도 호칭한다. 본 전용기의 기종은 보잉 737 넥스트 제너레이션이고 제조 비용은 4,500만 미국 달러이다. 2000년 2월 7일 미국 보잉사가 중화민국 공군에게 기체를 인도하였고 동년 3월 20일에 군에 편입하였다. 총통 전용기는 중화민국 공군 쑹산 기지지휘부 구성원이 관리하고 리덩후이, 천수이볜, 마잉주, 차이잉원 총통이 이용한 적이 있다.

## 같이 보기
- 대한민국 공군 1호기
- 대한민국 공군 2호기
- 에어 포스 원
- 일본국 정부 전용기